# Dolmen du Graniol
Le dolmen du Graniol  ou allée couverte du Grah Niol est une allée couverte située à Arzon, dans le Morbihan en France.

## Localisation
Le monument a été édifié à l’extrémité de la presqu’île de Rhuys, sur une petite hauteur dominant le golfe du Morbihan. Son nom breton Graniol ou Grah' Niol signifie la « Butte du soleil ».

## Historique
Le dolmen a été fouillé en 1895 par Félix Gaillard. En 1930, des piliers de béton ont été installés pour renforcer l'édifice. Le dolmen est classé au titre des monuments historiques par arrêté du 3 décembre 1973.

## Description
L'allée couverte ouvre à l'est. Elle mesure 11,40 m de long pour une largeur moyenne de 1 m et une hauteur d'environ 2 m. Selon Gaillard, l'allée couverte devait être plus longue à l'origine car le pavage au sol s'étend sur 13 m de longueur. Elle comporte en outre une cellule latérale. L'allée est délimitée par seize orthostates : sept côté nord, cinq côté sud, trois pour la cellule et une dalle de chevet. Gaillard estime que seize à dix-huit dalles-supports sont manquantes. Quatre dalles de couverture sont encore en place : trois sur le couloir et une sur la chambre. Les deux premières tables, près de l'entrée, mesurent respectivement 1,60 m de long sur 1,35 m de large et 0,25 m d'épaisseur et 2,70 m de long sur 1,80 m de large et 0,35 m d'épaisseur en moyenne. La troisième table est de forme triangulaire (5,50 m sur 2,90 m et 0,52 m d'épaisseur en moyenne). La table de couverture de la chambre mesure 4 m de long sur 2,80 m de large et 0,50 m d'épaisseur.  
Plusieurs pierres comportent un décor gravé, constitué de crosses, de signes en « U », du motif de l' « écusson », et de haches emmanchées. Plusieurs gravures endommagées par des cassures semblent indiquer qu'l s'agit d'un réemploi de dalles gravées appartenant à un monument antérieur.
A environ 25 m au nord du site, René Merlet a découvert en 1930 un talus en forme de quart de cercle, mesurant 1 m de largeur sur 0,80 m de hauteur,  supportant deux pierres dressées. A distance, deux autres pierres prolongent ce quart de cercle, mais sans talus. L'ensemble pourrait correspondre à une ancienne enceinte mégalithique d'environ 50 m de diamètre désormais totalement ruinée.

## Mobilier archéologique
Gaillard a recueilli un petit matériel lithique constitué de silex (une pointe de flèche transversale, un grattoir, une lame), de trois haches en diorite et d'une petite pierre ronde en quartz. Les éléments de parure correspondent à dizaine de grains de collier (en callaïs et serpentine) et trois petits tubes en or, l'ensemble formait peut-être un collier. Le mobilier céramique comprend de nombreux fragments de poteries correspondant à six types différents (dont trois vases caliciformes et deux petits vases apodes). 